# Onze-Lieve-Vrouwekerk (Veldegem)

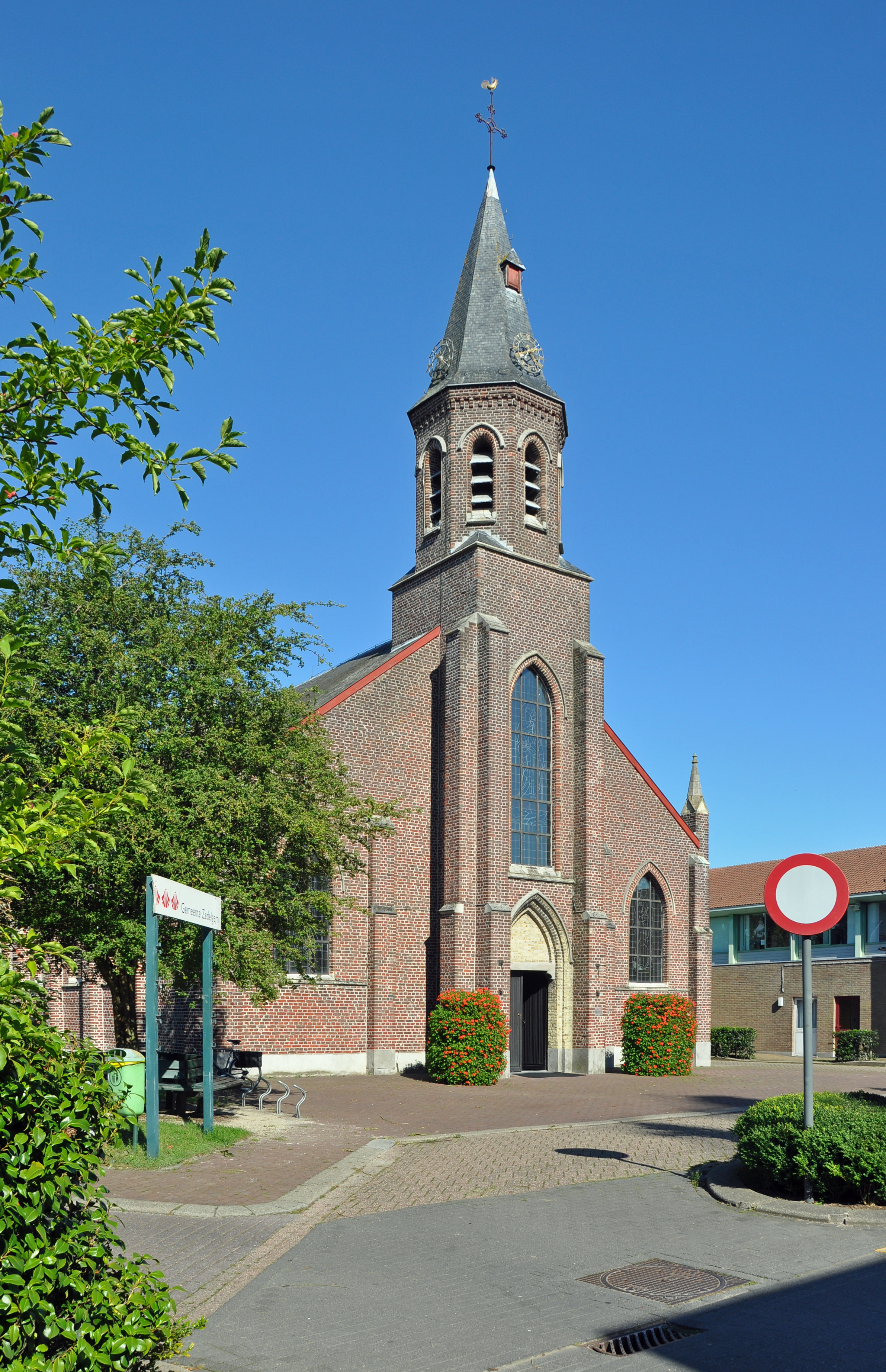
Onze-Lieve-Vrouwekerk

De Onze-Lieve-Vrouwekerk is de parochiekerk van de tot de West-Vlaamse gemeente Zedelgem behorende plaats Veldegem, gelegen aan de Koning Albertstraat.

## Geschiedenis
Eind 18e eeuw werden de woeste gronden in de omgeving ontgonnen en ontstond er een bevolking van ambachtslieden, zoals bezembinders en klompenmakers. Sedert 1856 werd deze aan de rand van de beschaving levende bevolking door de onderpastoor van Zedelgem van pastorale zorg voorzien. Deze stelde voor om een kerk en een school te bouwen. De kerk, naar ontwerp van Pierre Buyck, werd in 1865 ingewijd. Er werd toen geen nieuwe parochie opgericht, maar wel de proosdij Sint-Maria Veldegem. In 1896 werd Veldegem een zelfstandige parochie. Vervolgens splitste Veldegem zich in 1920 ook als burgerlijke gemeente af van Zedelgem volgens de parochiegrenzen.
In 1918 werd de toren door de Duitse bezetter opgeblazen en deze is in 1925 hersteld. In 1970 vond restauratie plaats en in 1972 werden de graven op het kerkhof overgebracht naar een nieuwe begraafplaats. Sindsdien is de kerk door een plantsoen omgeven.

## Gebouw
Het betreft een driebeukige bakstenen pseudobasiliek met pseudotransept en halfingebouwde toren op vierkante plattegrond die voorzien is van een achtkante klokkengeleding. Het interieur wordt overwelfd door een spitstongewelf in de hoofdbeuk en kruisribgewelven in de zijbeuken.
De kerk bezit een preekstoel in rococostijl uit 1723 van Pieter Van Walleghem, afkomstig uit Lichtervelde. Het orgel is in 1980 gebouwd door de firma Loncke. De rest van het kerkmeubilair is voornamelijk in neogotische stijl.